# Passionsfenster (Plonévez-du-Faou)

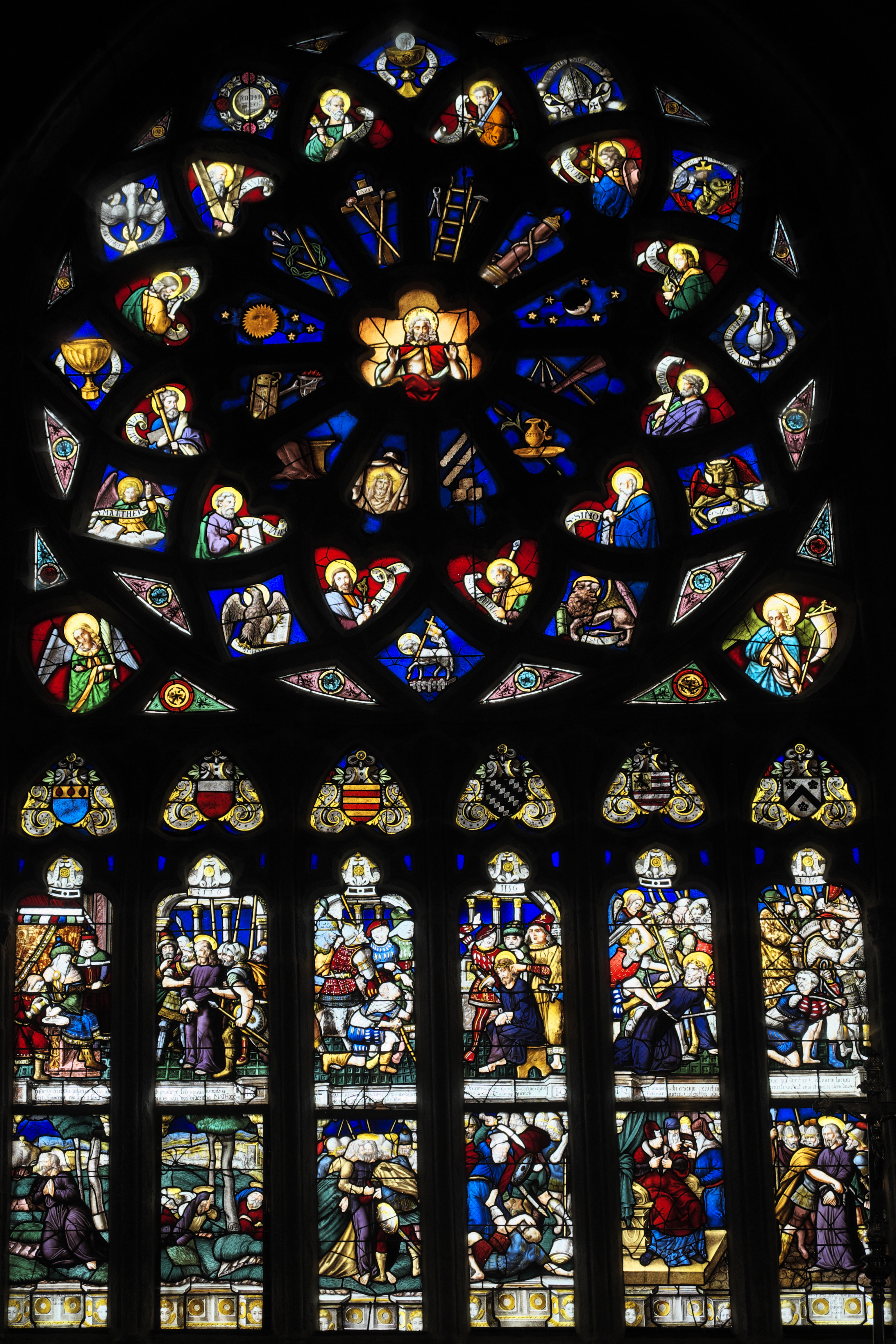
Passionsfenster in Plonévez-du-Faou

Das Passionsfenster in der katholischen Kapelle St-Herbot in Plonévez-du-Faou, einer französischen Gemeinde im Département Finistère in der Region Bretagne, wurde 1556 geschaffen. Das Bleiglasfenster wurde 1906 als Monument historique in die Liste der geschützten Objekte (Base Palissy) in Frankreich aufgenommen.
Das zentrale Fenster (Nr. 0) im Chor stammt von einer unbekannten Werkstatt. Es zeigt verschiedene Szenen aus dem Leidensweg Jesu (siehe Bildunterschriften).
Das Fenster wurde 1886 von Eugène Hucher und seinem Sohn Ferdinand in der Glasmalereiwerkstatt der Karmelitinnen von Le Mans restauriert und ergänzt. 
Neben dem Passionsfenster gibt es zwei weitere Fenster aus der Zeit der Renaissance in der Kapelle (siehe Navigationsleiste).

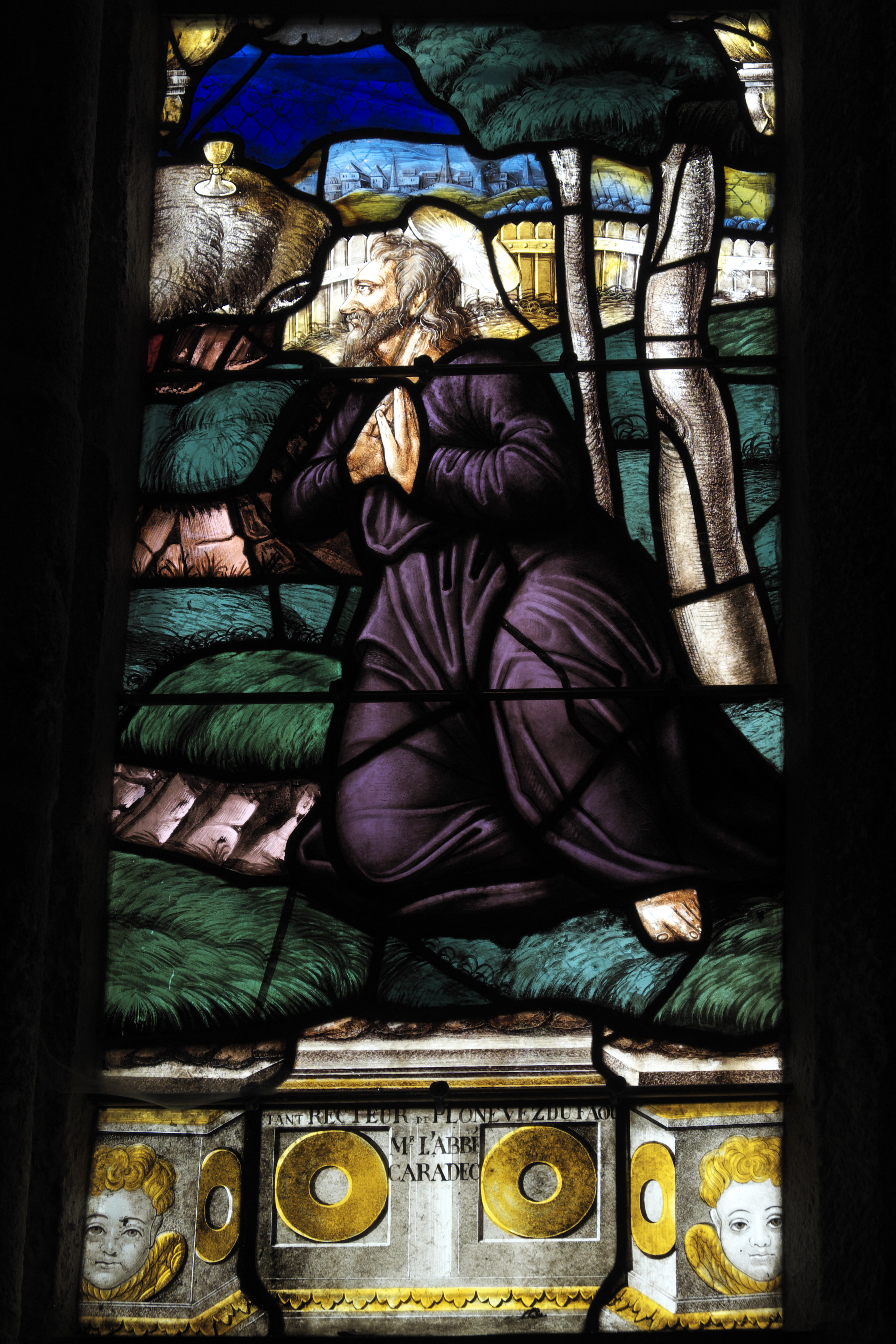
Jesus am Ölberg
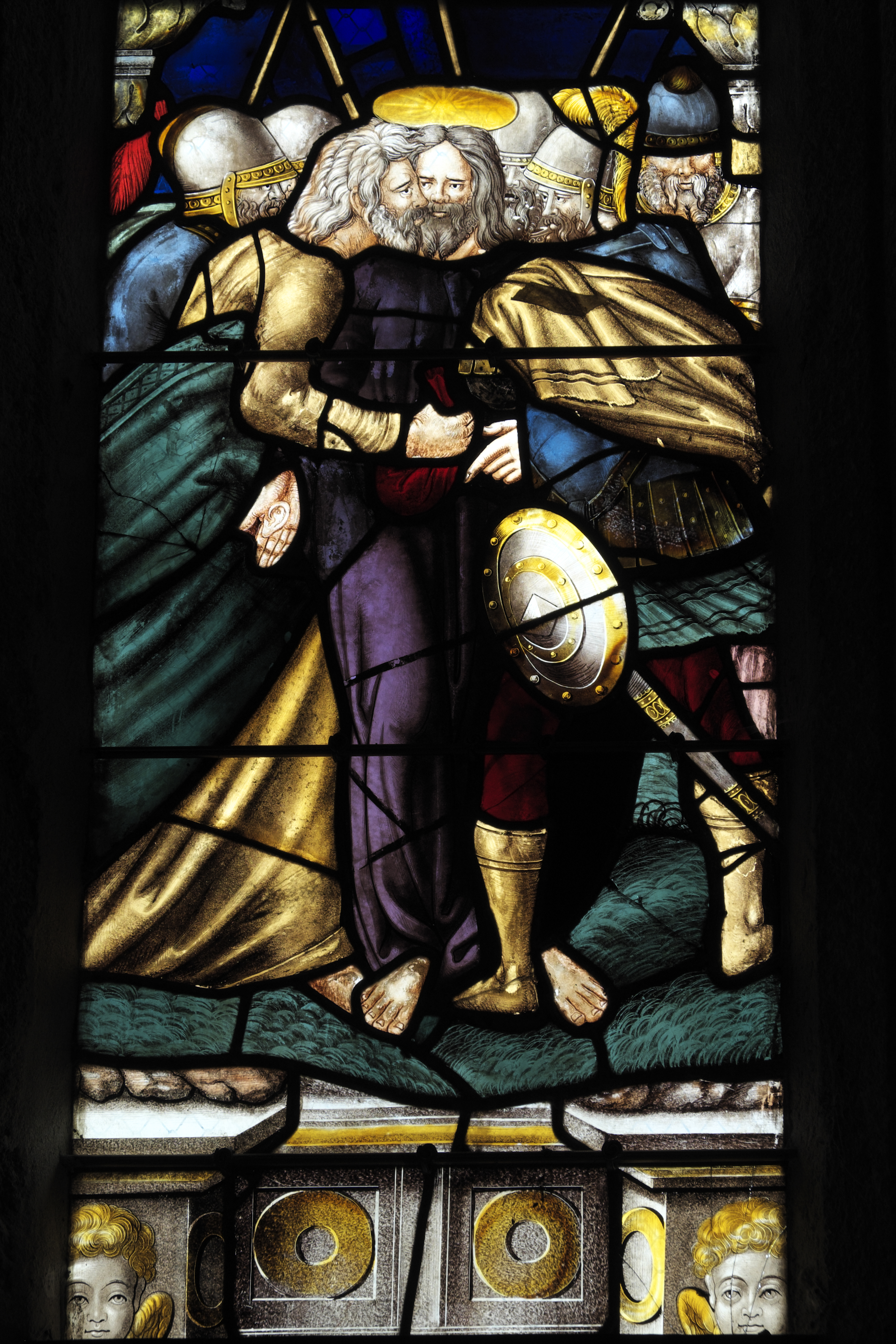
Judaskuss
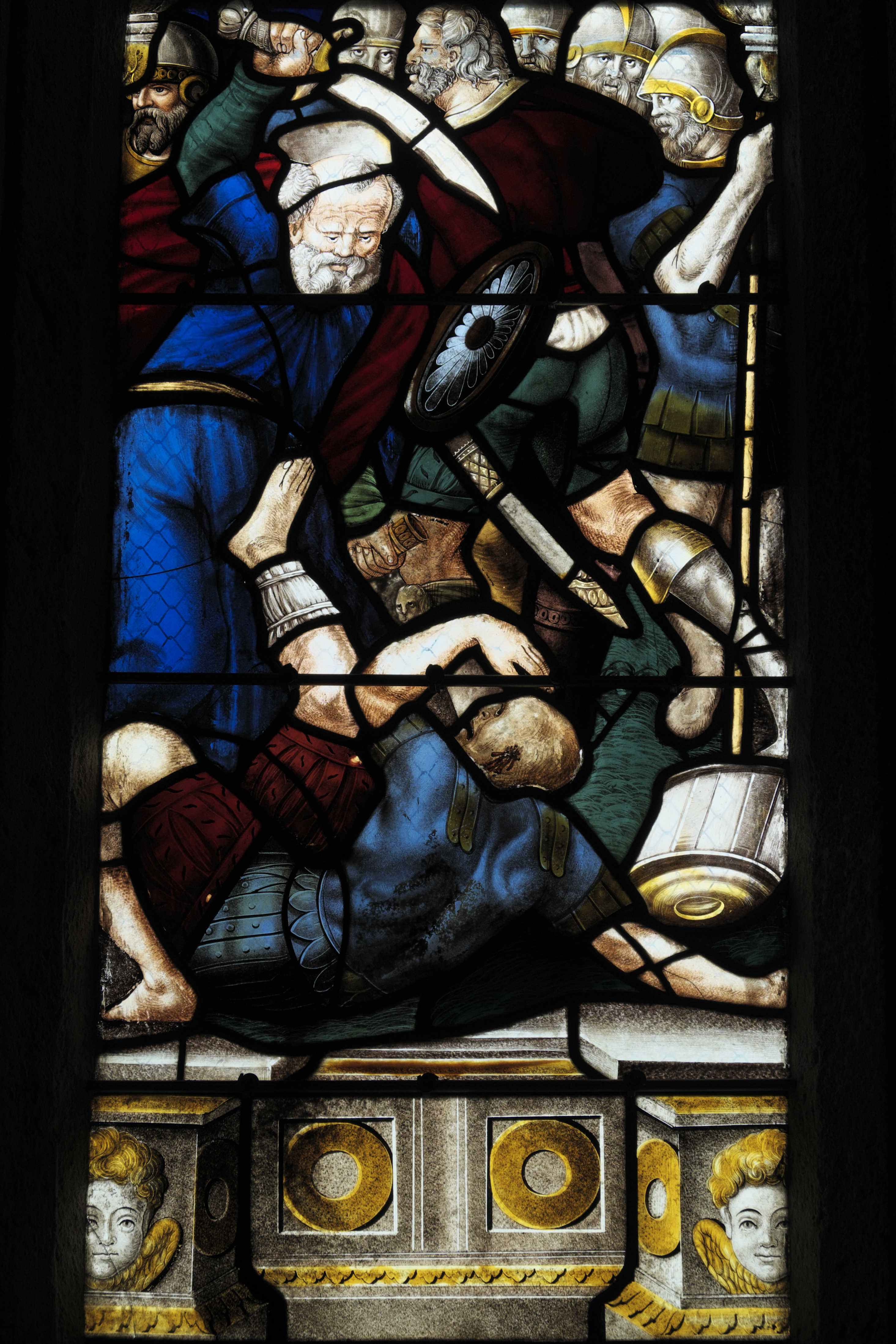
Petrus haut mit seinem Schwert das rechte Ohr des Malchus ab

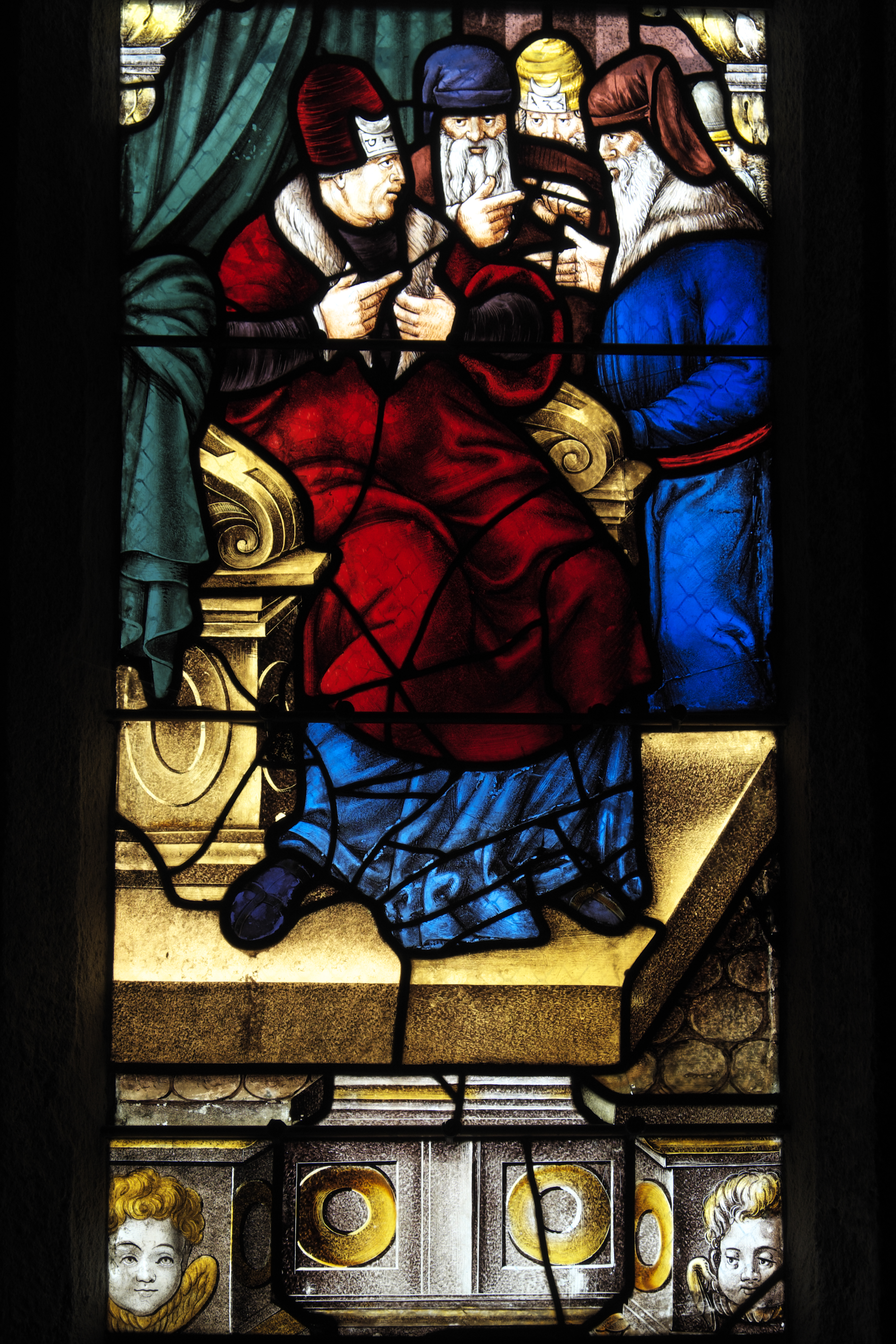
Jesus vor Kajaphas
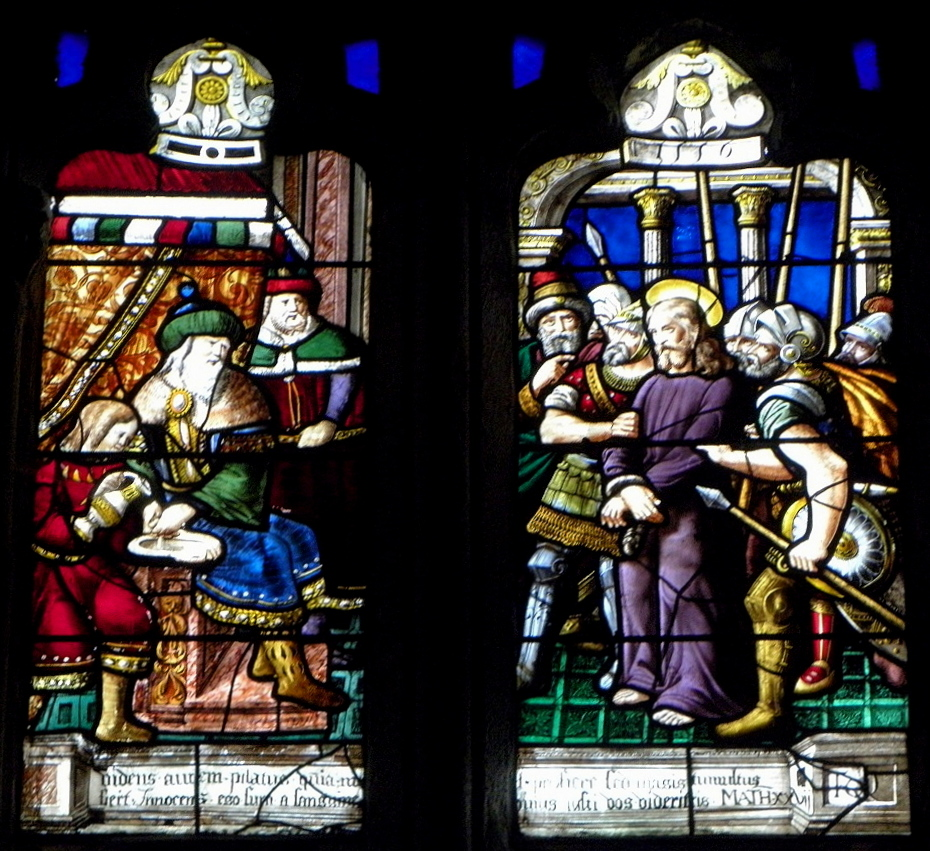
Jesus vor Pilatus
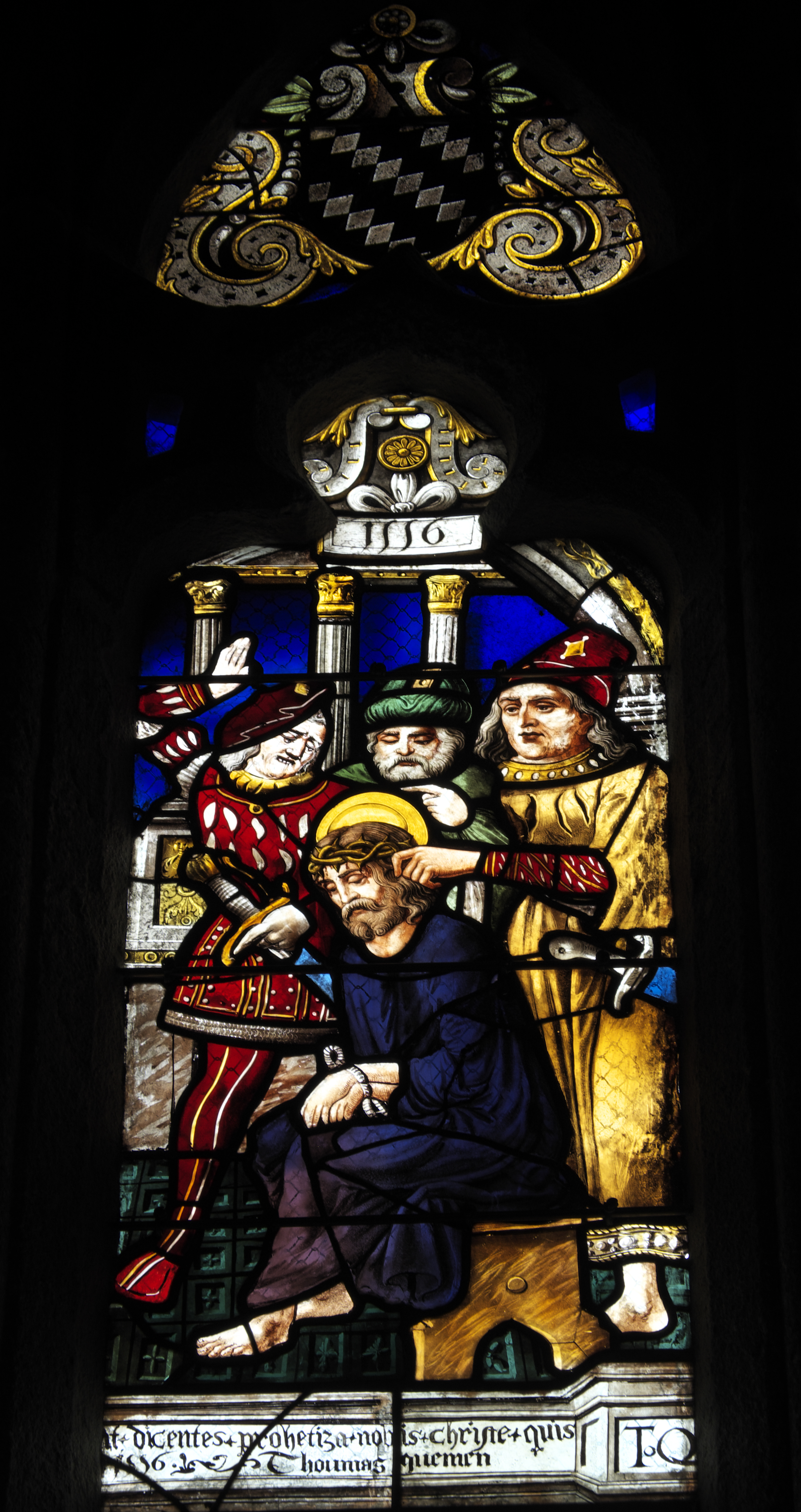
Jesus wird die Dornenkrone aufgesetzt (über den Säulen die Jahreszahl 1556)
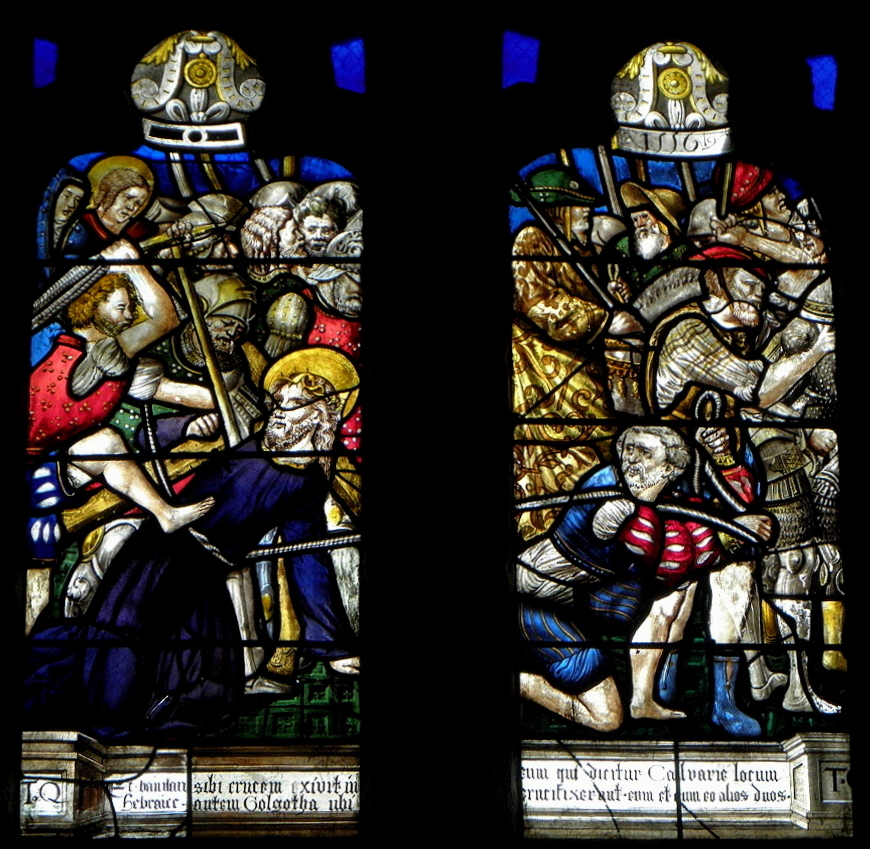
Jesus trägt das Kreuz (rechts oben die Jahreszahl 1556)